# Diệp Văn Cương
Diệp Văn Cương (葉文疆, 1862- 1929), tự Thọ Sơn, hiệu Yên Sa, bút hiệu Cuồng Sĩ; là nhà báo, nhà giáo Việt Nam ở đầu thế kỷ 20. Ông được Vương Hồng Sển xem là nhân vật đại diện nhóm trí thức lúc bấy giờ.

## Thân thế và sự nghiệp
Ông sinh tại quận Cao Lãnh thuộc tỉnh Sa Đéc (nay là thành phố Cao Lãnh, huyện Cao Lãnh và huyện Tháp Mười cùng thuộc tỉnh Đồng Tháp).
Thuở nhỏ, nhà nghèo nhưng hiếu học, ông được chính quyền thực dân Pháp ở Nam Kỳ cho đi học tại trường Giám mục d'Adran . Nhờ vậy, sau khi tốt nghiệp trung học, ông được chính quyền thực dân cấp học bổng du học ở Alger vào đầu thập niên 1880 và đỗ tú tài ở Pháp cùng với Nguyễn Trọng Quản (1865–1911).

### Làm thầy vua
Thành tài về nước, Diệp Văn Cương được chính quyền thuộc địa cho theo quốc tịch Pháp và đi dạy tại Trường Chasseloup Laubat (tục danh là "Trường Bổn quốc"). Trong thời gian này, ông về cư ngụ tại gia trang riêng ở làng An Nhơn, quận Gò Vấp, hạt Gia Định (nay thuộc Thành phố Hồ Chí Minh).
Tháng 4 năm 1886, Paul Bert được cử sang làm Tổng công sứ Trung - Bắc Kỳ. Ông được mời ra Huế làm thông ngôn cho tòa Khâm sứ Huế. Cuối năm đó, ông được cử làm thầy dạy tiếng Pháp cho vua Đồng Khánh thay cho Trương Vĩnh Ký. Khoảng tháng 5 năm 1887, triều đình Huế mở trường dạy tiếng Pháp, gọi là Sở Hành Nhơn, ông được cử làm Chưởng giáo (Hiệu trưởng), hàm Kiểm thảo.. Ông lập gia đình với Công nữ Thiện Niệm, con của Thoại Thái vương Hồng y, em vua Dục Đức và là cô ruột của Hoàng tử Nguyễn Phúc Bửu Lân.

### Giúp Bửu Lân lên ngôi
Vua Đồng Khánh mất, Cơ mật viện không dám chọn vua mới nên phải sang Tòa khâm sứ để hỏi ý kiến. Diệp Văn Cương đang làm việc tại đây (chức vụ Bí thư kiêm thông dịch viên cho Tòa Khâm) lãnh trách nhiệm thông dịch. Tương truyền, ông đã giúp cháu ruột của vợ là Hoàng tử Bửu Lân nối ngôi vua.
Sách Nguyễn Phước Tộc Thế Phả (trang 39) chép:
Cơ mật viện hỏi: "Hiện nay vua Đồng Khánh đã thăng hà, theo ý của quý Khâm sứ thì nên chọn ai kế vị?". Diệp Văn Cương dịch câu trên thành: "Nay vua Đồng Khánh đã thăng hà, lưỡng tôn cung và Cơ mật viện đồng ý chọn hoàng tử Bửu Lân lên nối ngôi, không biết ý kiến của quý Khâm sứ như thế nào?"
Nghe vậy quan Khâm sứ đáp: "Nếu lưỡng cung và Cơ mật viện đã đồng ý chọn hoàng tử Bửu Lân thì tôi xin tán thành". Câu này Diệp Văn Cương lại dịch là: "Theo ý tôi thì các quan Cơ mật nên chọn hoàng tử Bửu Lân là hơn cả".
Vào ngày 2 tháng 2 năm 1889, Bửu Lân lên ngôi đặt niên hiệu là Thành Thái. Khi đó, vị hoàng tử này mới 10 tuổi.
Phải nói thêm rằng ông là chồng bà Công Nữ Thiện Niệm, con gái Thoại Thái Vương, tức bà thiện niệm là cô ruột của vua Thành Thái và Diệp Văn Cương là dượng của vua Thành Thái.

### Làm Chủ nhiệmPhan Yên báo
Sau khi Thành Thái lên ngôi, ông trở lại Sài Gòn, làm Đầu Phòng phiên dịch cho Soái phủ Nam Kỳ. Vợ ông là bà Thiện Niệm vẫn ở lại Huế. Năm 1894, bà sinh một người con trai, đặt tên là Diệp Văn Kỳ.
Khoảng cuối thập niên 1890, ông bước vào nghề báo, cộng tác với Gia Định báo, Thông loại khóa trình, Nhựt trình Nam Kỳ, và làm Chủ nhiệm tờ Phan Yên báo.

### Hoạt động chính trị ởNam Kỳ
Phan Yên báo bị đóng cửa, ông không nản chí trong việc tham gia hoạt động chính trị. Ông ra tranh cử và trúng cử chức Ủy viên trong Hội đồng Quản hạt tỉnh Bến Tre, rồi sau đó là Hội đồng Quản hạt Nam Kỳ (Conseil Colonial de la Cochinchine).
Theo Lê Nguyễn, ông cùng 5 nghị viên bản xứ trong Hội đồng Quản hạt Nam Kỳ thường xuyên dùng quyền phủ quyết công khai để bảo vệ quyền lợi cho dân thuộc địa. Điển hình như kiến nghị phản đối một số thừa sai dòng tu Công giáo chiếm đất và yêu cầu nhà cầm quyền đưa ra các biện pháp luật lệ bảo vệ đất đai của dân chúng năm 1907.
Năm 1908, ông được bổ nhiệm làm biên tập tờ Gia Định báo, thay thế ông Nguyễn Văn Giàu, theo nghị định ngày 20 tháng 9 năm 1908 của Thống đốc Nam Kỳ Louis Alphonse Bonhoure..
Năm 1910, ông giúp đỡ một người bạn đồng liêu cũ ở Huế là Nguyễn Sinh Sắc vào sinh sống ở Nam Kỳ.
Khi gần tuổi hưu, ông đến dạy Sử học và Việt văn trường Chasseloup Laubat như trước.
Ông mất năm 1918.

## Tác phẩm
Tác phẩm của Diệp Văn Cương có:
- Syllabaire quốc ngữ (sách vần quốc ngữ) (1919)
- Recueil de morale annamite (1917)
- Báo Phong Hóa (dịch từ chữ Hán ra chữ quốc ngữ).

Ngoài ra theo Từ điển nhân vật lịch sử Việt Nam, ông còn có quyển Việt Nam luân lý tập thành. Cũng theo từ điển này, thì đây là quyển sách giáo khoa luân lý đầu tiên ở Việt Nam.

## Nhận xét
Trong sách Sài Gòn năm xưa, Vương Hồng Sển, viết:
Người ông nẫm thấp hùng vĩ, lịch duyệt Bắc Nam, ông ngâm thi sang sảng, nói tiếng Tây rất "giòn", bình sanh sở thích hát bội, roi chầu bóng bẩy rất mực phong lưu, tuồng hát nằm lòng, cô đào anh kép phục sát đất! Vãn hát ông rước luôn đào để cả y phục và áo mão về nhà hát lại ông thưởng thức riêng.
Tánh tình cứng cỏi, thẳng thắn, quen việc xưng hô chốn triều đô. Học trò rắc rắc phải gọi "Quan Lớn", nhưng thuở ấy không lấy đó làm chướng tai. Nực cười những sĩ tử trường T. qua dự thi bằng thành chung gặp ông (làm) giám khảo, chúng gọi Diệp tiên sanh bằng "ông", tiên sanh cười gằn: "Về hỏi Ch. mầy dám gọi tao bằng "ông" hay chăng, hà huống là mầy?" Tuy vậy ông không tiểu tâm và học trò trường lạ đáp trúng, ông (cũng) cho điểm tộc bực. Được chỗ hay là thường thích kiếm chuyện gây gổ với người da trắng, lấy đó làm sung sướng, và luôn luôn cử xử địch thể với quan "mẫu quốc", không nhịn bước nào. Tây tà đều ngán và lánh ông vì sợ ông làm mất mặt.
Khoảng năm 1919, dạy sử học, ông lấy Sử Diễn Ca (Lê Ngọc Cát) ra bình chú, dạy Việt Văn ông đã biết đem những đoạn xuất sắc trong Kiều, Lục Vân Tiên, và Chinh Phụ Ngâm ra giải thích cũng là mới lạ...Kẻ viết bài này khi còn học lớp dưới, đã từng đứng nghe lóm ngoài cửa và ân hận không được thọ giáo cùng ông...